# Rio Armançon
O rio Armançon é um rio com 202 km de comprimento, localizado nos departamentos de Côte-d'Or e Yonne, na Borgonha, França.
O Armançon, que é afluente do rio Yonne, no qual conflui entre as comunas de Cheny e Migennes, atravessa 16 comunas:
- Meilly-sur-Rouvres, Thoisy-le-Désert, Chailly-sur-Armançon, Bellenot-sous-Pouilly, Éguilly, Gissey-le-Vieil, Beurizot, Saint-Thibault, Normier, Clamerey, Marcigny-sous-Thil, Brianny, Montigny-sur-Armançon, Flée, Pont-et-Massène, Semur-en-Auxois, Millery, Genay, Villaines-les-Prévôtes, Viserny, Athie, Senailly, Saint-Germain-lès-Senailly, Quincy-le-Vicomte, Quincerot, Saint-Rémy, Buffon, Rougemont, Aisy-sur-Armançon, Perrigny-sur-Armançon, Cry, Nuits, Ravières, Fulvy, Chassignelles, Ancy-le-Franc, Argenteuil-sur-Armançon, Pacy-sur-Armançon, Vireaux, Lézinnes, Ancy-le-Libre, Argentenay, Tanlay, Saint-Martin-sur-Armançon, Tonnerre, Junay, Vézinnes, Dannemoine, Cheney, Tronchoy, Roffey, Marolles-sous-Lignières, Bernouil, Flogny-la-Chapelle, Villiers-Vineux, Percey, Jaulges, Butteaux, Germigny, Chéu, Saint-Florentin, Vergigny, Mont-Saint-Sulpice, Brienon-sur-Armançon, Ormoy, Esnon, Cheny, Migennes, Charmoy.